# Mondino de' Liuzzi

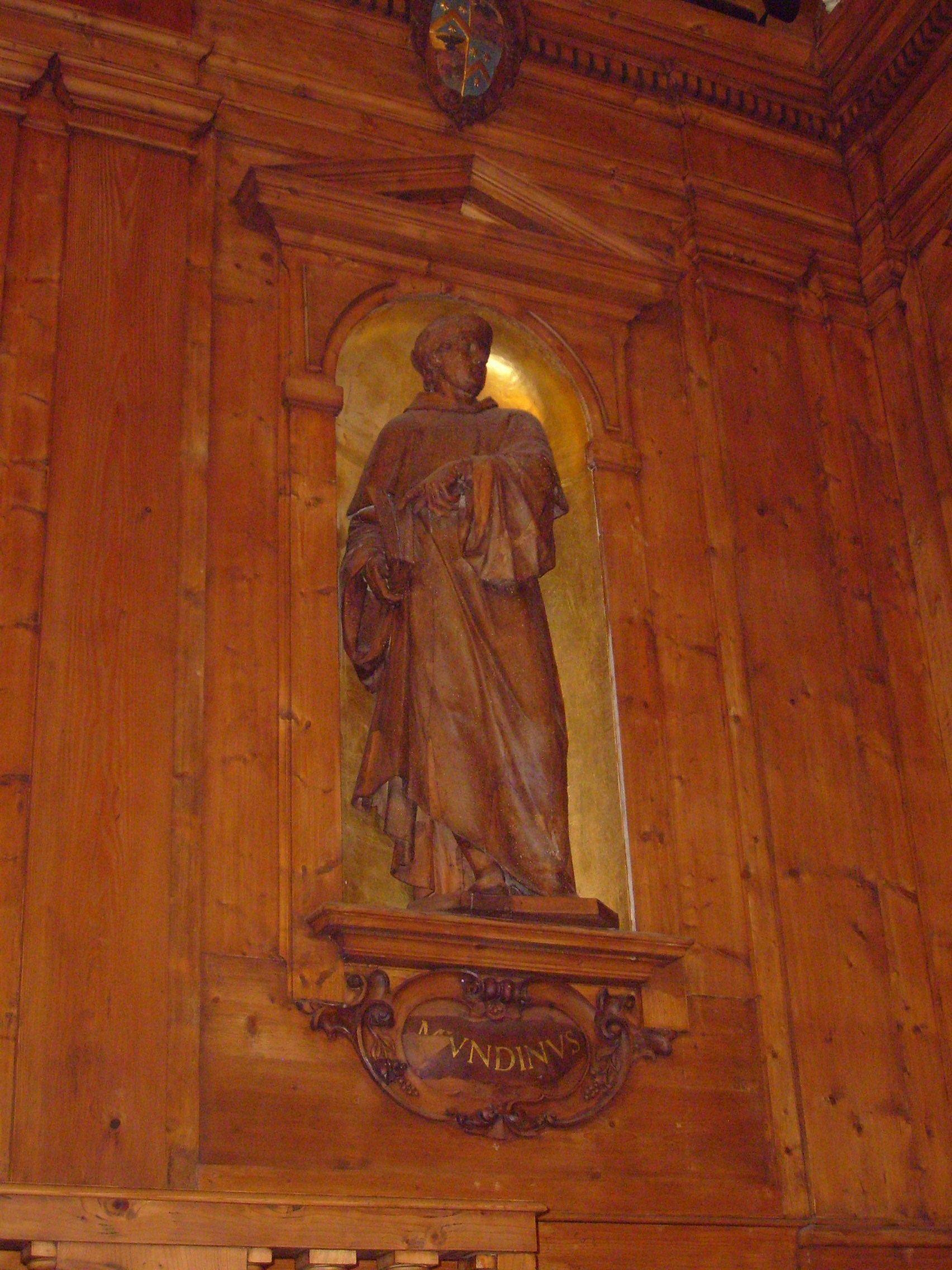
Statue de Mondino de' Liuzzi dans le théâtre anatomique du palais de l'Archiginnasio.

Mondino de' Liuzzi ou Mondinus, né vers 1275 à Bologne et mort dans la même ville en 1326, est un médecin italien du Moyen Âge.

## Biographie
Mondino de' Liuzzi vient d'une famille ghibeline de Florence. Il a étudié à l'Université de Bologne au sein du Collège de Médecine et la Faculté de Philosophie. Il eut comme professeur de médecine, Thaddée de Florence (Taddeo Alderotti), qui a fait d'importantes contributions au développement de la médecine à Bologne, et le médecin français Henri de Mondeville. Il obtint son diplôme vers 1290.
En 1306, il devint alors conférencier dans le domaine de la médecine pratique et la chirurgie.
En 1321, il fut nommé professeur de médecine à l'université de Bologne, où le théâtre anatomique du palais de l'Archiginnasio conserve une statue de lui. Spécialiste d'anatomie, il réintroduisit la pratique de la dissection et composa en 1316 un manuel à l'intention de ses élèves où se trouve le premier témoignage explicite d'une dissection humaine depuis l'Antiquité grecque : il dit dans cette Anathomia (connu aussi sous le titre De Anatome) avoir ouvert les cadavres de deux femmes, l'un en  janvier et l'autre en mars 1315. Ce texte fut diffusé par les manuscrits, puis par plusieurs éditions imprimées, avec des commentaires d'Achillini, Berengario et Johann Dryander.
Mondino fut également un diplomate. Il a collaboré au sein du gouvernement de la ville et a servi comme ambassadeur de Bologne auprès de Jean, le fils du roi Robert Ier de Naples.
Mondino est mort à Bologne en 1326 et fut enterré dans l'église paroissiale de San Vitale Agricole.

## Bibliographie

Anathomia, 1541.